# Seder

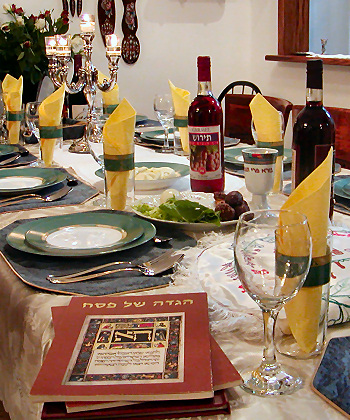
Ett bord dukat för seder. I förgrunden ligger några Haggadaböcker.

Seder (hebr. סֵדֶר [sēder] ‘ordning’) är den judiska högtidsmåltiden som firas den första (i diasporan den första och andra) dagen av högtiden pesach.
De olika symboliska rätterna syftar på israeliternas uppbrott ur Egypten. De är matza (osyrat bröd) som påminner om hur brödet inte hann jäsa, marór (bittra grönsaker, till exempel rädisor) som påminner om Israels lidande i Egypten, ättika el. saltvatten (folkets tårar), charoset ("murbruk") av riven frukt, nötter och vin som påminner om det tegel som folket fick slå åt farao)). Fyra bägare vin ingår. I ashkenazisk tradition finns det en särskild "Elias bägare" för den väntade profeten.
Under måltiden skall det yngsta barnet fråga familjeöverhuvudet om innebörden av de olika maträtterna; frågor och svar ingår i den särskilda påskhaggadan. Sedermåltiden har på så sätt en undervisande funktion.